# Sülz (Fluss)
Die Sülz ist ein 24,7 km, unter Einbeziehung der Lindlarer Sülz 48,5 km langer, orographisch rechter Nebenfluss der Agger im nordrhein-westfälischen Oberbergischen Kreis.

## Namensherkunft
Der Name Sülz leitet sich von dem germanischen Wort *sula- ab und beschreibt eine sumpfige Stelle, eine Suhle oder eine Lache.

## Geographie

### Verlauf
Die Sülz entsteht durch den Zusammenfluss von rechter Kürtener und linker Lindlarer Sülz auf 126 m ü. NHN bei Hommerich im Oberbergischen Kreis, dicht an dessen Westgrenze zum Rheinisch-Bergischen Kreis. 
Nach der Vereinigung ihrer beiden Quellflüsse fließt die Sülz in vorherrschend südsüdwestlicher Richtung. Zwischen Klefhaus und Brombach schlägt der Fluss dabei eine markante Doppelschleife. Im Folgenden durchfließt die Sülz die Gebiete der Ortschaften Brombach, Immekeppel und Oberauel, bevor sie bei Untereschbach die Autobahn 4 quert. Im weiteren Verlauf reihen sich am Fluss die Orte Lehmbach, Sülze und Hoffnungsthal. Bei Vierkotten im Rösrather Stadtteil Hoffnungsthal steht die einzige Bahnbrücke am Lauf, über sie quert die Regionalbahnstrecke Köln–Gummersbach–Marienheide den Fluss. Bei Lohmar fließt die Sülz auf 62 m ü. NHN rechtsseits der Agger zu.
Die Sülz mündet 54 Höhenmeter unterhalb des Zusammenflusses ihrer Oberläufe, was einem mittleren Sohlgefälle von 2,6 ‰ entspricht. Ihr mittlerer Abfluss beträgt an der Mündung knapp 5 m³/s.

### Einzugsgebiet
Das 244,2 km² große Einzugsgebiet der Sülz wird über Agger, Sieg und Rhein zur Nordsee entwässert.
Das Einzugsgebiet grenzt
- im Norden an  das des Wupperzuflusses Gaulbach
- im Nordosten an das der Wipper
- im Südosten an das des Aggerzuflusses Leppe
- im Süden an das der Agger selbst
- im Südwesten an das des Rheinzuflusses Kurtenwaldbach
- im Westen an das des Flehbachs, ebenfalls ein Zufluss des Rheins
- und im Nordwesten an das des Wupperzuflusses Dhünn.

### Hydrologischer Hauptstrang
| Vergleich Kürtener Sülz / Lindlarer Sülz | Vergleich Kürtener Sülz / Lindlarer Sülz | Vergleich Kürtener Sülz / Lindlarer Sülz | Vergleich Kürtener Sülz / Lindlarer Sülz |
| Name                                     | Länge in km                              | EZG in km²                               | MQ in m³/s                               |
| ---------------------------------------- | ---------------------------------------- | ---------------------------------------- | ---------------------------------------- |
| Kürtener Sülz                            | 20,5                                     | 63,61                                    | 1,38                                     |
| Lindlarer Sülz                           | 23,8                                     | 58,29                                    | 1,43                                     |

Der Vergleich zwischen Lindlarer Sülz und Kürtener Sülz zeigt, dass hydrologisch gesehen die längere Lindlarer Sülz wegen ihres größeren Abflusses (MQ) ein Teil des hydrologischen Hauptstrangs des Flusssystems Sülz ist, während die Kürtener Sülz trotz ihres größeren Einzugsgebietes ein Nebenstrang davon ist.

### Nebenflüsse
Aufgeführt sind alle Zuflüsse der Sülz in der Reihenfolge von der Quelle bis zur Mündung, die im Topographisches Informationsmanagement (TÌM) mit eigenem Namen eingezeichnet sind. Die Längenangaben und die Größe der Einzugsgebiete erfolgen nach dem Gewässerverzeichnis des Landesamtes für Natur, Umwelt und Verbraucherschutz NRW 2019 und der mittlere Abfluss (MQ) nach dem  Fachinformationssystem ELWAS des Ministeriums für Umwelt, Naturschutz und Verkehr NRW.
| Stat. in km | Name                  | GKZ       | Lage   | Länge in km | EZG in km² | MQ in l/s | Mündung                      | Mündungshöhe in m ü. NHN | Bemerkungen                               |
| ----------- | --------------------- | --------- | ------ | ----------- | ---------- | --------- | ---------------------------- | ------------------------ | ----------------------------------------- |
| 024,90      | Lindlarer Sülz        | 27288     | links0 | 023,7930    | 0058,2910  | 1431,880  | bei Hommerich                | 12600000                 | linker Quellfluss                         |
| 024,90      | Kürtener Sülz         | 27288-4   | rechts | 020,4690    | 0063,6140  | 1381,760  | bei Hommerich                | 12600000                 | rechter Quellfluss                        |
| 023,70      | Welzer Siefen         | 27288-512 | links0 | 001,4520    | 0000,7850  | 0016,570  | südwestlich von Welzen       | 12400000                 |                                           |
| 023,20      | Welpertssiefen        | 27288-52  | rechts | 003,1060    | 0003,5310  | 0076,570  | bei Georghausen              | 12200000                 | auch: Westerbach                          |
| 022,70      | Ölsiefen              | 27288-532 | rechts | 001,0080    | 0000,310   | 0006,130  | bei Offermannsheide          | 12000000                 |                                           |
| 022,30      | Georghauser Siefen    | 27288-534 | links0 | 001,0740    | 0001,1320  | 0022,630  |                              | 12000000                 |                                           |
| 021,30      | Dürschbach            | 27288-54  | rechts | 009,3310    | 0016,8350  | 0176,890  | bei Klefhaus                 | 11300000                 | auch: Dürsch                              |
| 018,60      | Brombacher Siefen     | 27288-56  | links0 | 001,4280    | 0000,6890  | 0013,7000 | bei Unterbrombach            | 10600000                 |                                           |
| 018,00      | Lennefer Bach         | 27288-6   | links0 | 013,6350    | 0028,470   | 0687,990  | bei Melessen/Obersteeg       | 10600000                 | auch: Lennefe                             |
| 015,50      | Volbach               | 27288-74  | rechts | 004,950     | 0008,650   | 0158,6000 | bei Immekeppel               | 9600000                  |                                           |
| 014,70      | Krebsbach             | 27288-76  | rechts | 003,1960    | 0001,6520  | 0027,920  | bei Oberauel                 | 9500000                  | auch: Oberaueler Bach                     |
| 013,60      | Eschbach              | 27288-78  | rechts | 001,2760    | 0000,6170  |           | in Untereschbach             | 9100000                  | im Gewässerverzeichnis ohne Namen geführt |
| 013,30      | Holzbach              | 27288-8   | links0 | 004,8950    | 0009,2000  | 0161,640  | in Untereschbach             | 9100000                  |                                           |
| 010,80      | Lehmbach              | 27288-916 | rechts | 001,9470    | 0001,4910  | 0019,710  | bei Lehmbach                 | 8600000                  | auch: Lehmbacher Bach                     |
| 009,10      | Rothenbach            | 27288-932 | links0 | 002,0870    | 0001,2410  | 0026,520  | in Hoffnungsthal             | 8200000                  | -                                         |
| 008,70      | Brunsbach             | 27288-94  | links0 | 003,4360    | 0004,1830  | 0005,0000 | in Hoffnungsthal             | 8100000                  | unterer Gewässerabschnitt: Knipperbach    |
| 007,90      | Sommerberger Bach     | 27288-954 | rechts | 001,8470    | 0001,3810  | 0017,350  | beim Haus Venauen in Rösrath | 8000000                  |                                           |
| 007,70      | Bonnensiefen          | 27288-956 | rechts | 001,240     | 0000,6180  |           | beim Haus Venauen in Rösrath | 7900000                  | im Gewässerverzeichnis ohne Namen geführt |
| 006,20      | Krummensiefen         | 27288-958 | rechts | 001,4830    | 0000,9230  |           | in Rösrath                   | 7700000                  | im Gewässerverzeichnis ohne Namen geführt |
| 005,30      | Kupfersiefer Bach     | 27288-96  | links0 | 004,8420    | 0002,9950  | 0038,610  | bei Menzlingen               | 7500000                  |                                           |
| 004,70      | Immetsiefen           | 27288-974 | links0 | 001,1070    | 0000,5590  | 0006,490  | in Rambrücken                | 7300000                  |                                           |
| 004,10      | Scharrenbroicher Bach | 27288-976 | rechts | 001,3420    | 0000,6900  | 0007,980  | in Rambrücken                | 7200000                  |                                           |
| 003,50      | Kirchsiefen           | 27288-958 | rechts | 001,0780    | 0000,810   | 0007,830  | bei Kirschheiderbroich       | 6800000                  |                                           |
| 003,50      | Gammersbach           | 27288-96  | links0 | 005,3720    | 0004,5310  | 0058,820  | bei Kirschheiderbroich       | 6800000                  |                                           |
| 002,50      | Altenrather Bach      | 27288-994 | rechts | 001,430     | 0001,6630  | 0017,060  | bei Bach (Lohmar)            | 6600000                  |                                           |
| 002,30      | Bervertsbach          | 27288-996 | links0 | 002,5280    | 0001,5380  | 0018,320  | bei Bach (Lohmar)            | 6600000                  |                                           |
| 000,00      | Sülz                  | 27288     |        | 048,6000    | 0244,2410  | 4910,710  | bei Lohmar                   | 6200000                  | mündet in die Agger                       |

Anmerkungen zur Tabelle
1. ↑  Namenlose Gewässer wurden nicht in die Tabelle übernommen.
2. ↑  Gewässerkennzahl, in Deutschland die amtliche Fließgewässerkennziffer mit zur besseren Lesbarkeit eingefügtem Trenner hinter dem Präfix, das einheitlich für den allen gemeinsamen Vorfluter Sülz steht.
3. ↑  Die Daten der Sülz zum Vergleich

## Naturschutzgebiete
- Naturschutzgebiet Krebsbachtal
- Naturschutzgebiet Volbachtal

## Wirtschaft

### Einstiger Bergbau
Bis zur Schließung des letzten Bergwerks im Bensberger Erzrevier, der Grube Lüderich im Jahr 1978, wurde im gesamten Einzugsgebiet der Sülz Bergbau betrieben. Besonders durch den früheren Abbau von Buntmetallerzen, der lange in der Region betrieben wurde, gelangen auch heute noch Schwermetalle in die Sülz.

### Bedeutung als Verkehrsweg
Durch das Tal der Sülz führt ab Hommerich die L284 talabwärts bis Rösrath. Ab hier begleiten die Autobahn A3 und die L288 die Sülz bis zur Mündung bei Lohmar.
Durch das Sülztal führte bis 1966 die Bahnstrecke Köln-Mülheim–Lindlar von Rösrath nach Lindlar. Bei Vierkotten im Rösrather Stadtteil Hoffnungsthal überquert heute die Regionalbahnstrecke Köln–Gummersbach–Marienheide über die einzige Eisenbahnbrücke am Lauf das Gewässer. Der Volksmund hat der 1912 gebauten Bahnstrecke Köln-Mülheim–Lindlar bis Hoffnungsthal den Namen Sülztalbahn gegeben; ab Hommerich folgte die 1966 stillgelegte Eisenbahnlinie im Sülztal der Lindlarer Sülz hinauf fast bis Lindlar.

## Freizeit und Erholung

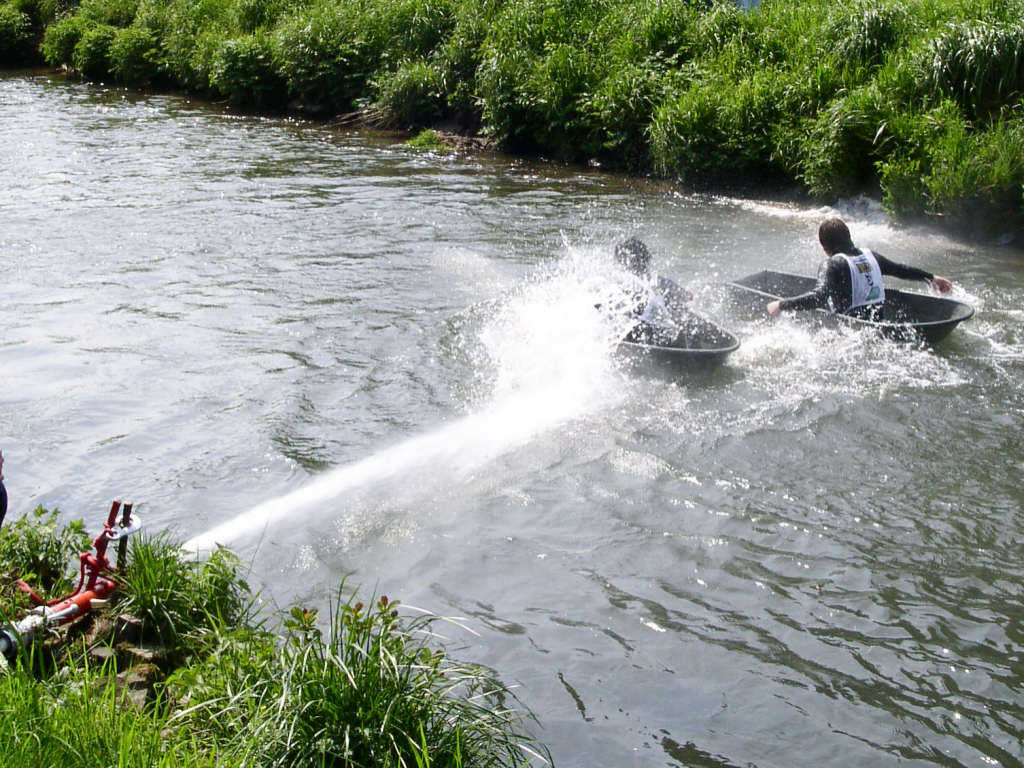
Badewannenrennen auf der Sülz

Jedes Jahr im Mai gibt es in Hoffnungsthal auf der Sülz ein Badewannenrennen. Neben originalgetreuen Zinkwannen sind auch phantasievolle Flöße zugelassen. Bei dem feucht-fröhlichen Rennen geht es neben sportlichen Leistungen auch um eine originelle Volksbelustigung. Damit das Ganze keine trockene Angelegenheit bleibt, werden die Teilnehmer zusätzlich mit Wasser aus Feuerwehrschläuchen bespritzt.